# لئو لوپاتین
لئو لوپاتین (روسی: Лев Миха́йлович Лопа́тин؛ ۱۳ ژوئن ۱۸۵۵ – ۲۱ مارس ۱۹۲۰) فیلسوف اهل امپراتوری روسیه بود.